# 小丑亚特
小丑亚特（英語：Art the Clown）是《断魂小丑》系列電影及相关作品中的虛構主要反派角色，由導演達米安·里安创作。亞特首度登場於短片《第九圈》（The 9th Circle, 2008）與《断魂小丑》（Terrifier, 2011）。這兩部短片後來被收錄於多段式電影《駭靈夜》（2013）中，也標誌著該角色在長片中的首度亮相。角色早期由迈克·贾内利（Mike Giannelli）饰演，直至其退出演藝圈。此後改由大卫·霍华德·桑顿接棒，並陸續在《断魂小丑》（2016）、《断魂小丑2》（2022）以及《断魂小丑3》（2024）中詮釋亞特一角。桑頓也曾於一部音樂錄影帶中再次飾演該角，該短片為重金屬樂團Ice Nine Kills的歌曲〈A Work of Art〉所拍攝，內容描述亞特在音樂會中大開殺戒；此曲以《断魂小丑》系列為靈感，並受委託作為《断魂小丑3》的主題曲。
亞特最初只是里安首部短片的背景角色，用於測試多種恐怖元素；不過觀眾反應最熱烈的，正是這位造型怪誕的小丑，使里安決定將其塑造成一名砍殺類電影中的常駐反派。隨著《断魂小丑2》的口碑與票房皆告捷，亞特也晉升為流行文化中的邪惡小丑形象。儘管亞特的來歷始終成謎，其多次出場皆顯示他擁有超自然能力。他的主要對手是「最後的女孩」西耶娜·肖（勞倫·拉維拉 飾）。里安在塑造西耶娜和亞特時，也賦予其聖經寓意，象徵善與惡的永恆對立。

## 登场

### 電影
亞特首次登場於2008年的短片《第九圈》（The 9th Circle）中首次亮相，故事講述萬聖夜當晚，他在一座空蕩的火車站中追逐一名年輕女子凱西（Kayla Lian 飾）。在這部作品中，亞特僅是配角，最終綁架了凱西，並將她帶往一個撒旦邪教的儀式現場，作為獻給撒旦的祭品。
第二次出場是在2011年的短片《断魂小丑》（Terrifier）中，亞特在片中跟蹤並折磨一位目睹他於加油站犯下謀殺的年輕女子。
亞特的長片首度亮相是在2013年的《駭靈夜》中，該片將前兩部短片作為VHS录像带的片段呈現，劇中由保姆莎拉（Katie Maguire 飾）與她照顧的孩子們在萬聖夜一同觀看。隨後，亞特從螢幕中進入現實世界並殺害孩子們，莎拉親眼目睹後驚恐萬分。
亞特第二次於長片中現身是在2016年的砍殺電影《断魂小丑》。故事背景設定在虛構的紐約邁爾斯郡（Miles County），發生於萬聖夜當晚。亞特獵殺參加派對的塔拉·海耶斯（Tara Heyes，珍娜·卡內爾 飾）、她的妹妹維多利亞（薩曼莎·史卡菲迪 飾），以及好友道恩·埃默森（Dawn Emerson，Catherine Corcoran 飾）。在殺害塔拉與道恩後，亞特將目標鎖定在僅存的生還者維多利亞身上。她最終被亞特開車撞倒，臉部被啃食至毀容。當警察趕到現場並與他對峙時，亞特選擇舉槍自盡。
在《断魂小丑2》中，一個名為「小蒼白女孩」（Little Pale Girl，Amelie McLain 飾）的邪惡實體復活了亞特，並伴隨他追殺西耶娜·肖（勞倫·拉維拉 飾）及其弟弟喬納森（Jonathan，Elliot Fullam 飾）。姐弟倆的父親邁克爾（Michael，傑森·派屈克 飾）是一名藝術家，死於腦腫瘤。邁克爾在其具有預言性的素描中描繪了亞特及其受害者，並將西耶娜描繪成一位穿著天使戰士裝備、命中註定要擊敗亞特的女英雄。臨終前，他將一把劍交給了西耶娜。西耶娜依據父親的畫作製作了萬聖節服裝，並最終在一座廢棄的遊樂園與亞特展開對決。她用那把劍將亞特斬首，成功擊敗他。然而，在精神病院中的維多利亞竟產下了亞特還活著的頭顱，成為他的「新母親」，而她也被小蒼白女孩附身，亞特因此再度復活。
在《断魂小丑3》中，亞特的無頭屍體在「恐怖小丑遊樂園」（Terrifier carnival）中復活，並前往邁爾斯郡的精神病院。在那裡，他幫助已被附身的維多利亞撕裂了一名警衛，然後重新接回了自己的頭顱。兩人逃到一棟廢棄的豪宅，接著冬眠了五年。2023年12月，他們甦醒並展開新一輪的殺戮狂潮，誓言毀掉所有人的聖誕節。他們追蹤到西耶娜，闖入她家，並在她面前殺害了她的阿姨潔西卡（Jessica，瑪嘉烈·安妮·弗洛倫斯 飾）和叔叔格雷格（Greg，布萊斯·約翰遜 飾）。這些惡魔實體進一步加劇了恐怖氛圍，展示了一顆無法辨認的顱骨，聲稱那是喬納森的。幸運的是，西耶娜與小蒼白女孩的靈魂對抗，成功阻止她入侵自己的身體，部分原因是她仍要保護表妹加比（Gabbie，Antonella Rose 飾）。在加比巧妙的計策下，西耶娜重新掌握了劍，並用它殺死了維多利亞（據推測小蒼白女孩也一併消失）。亞特隨後持鏈鋸襲擊西耶娜，但最終被釘在牆上。此時，維多利亞的屍體開啟了一道通往地獄的入口，西耶娜為了拯救加比被迫放棄追擊亞特，然而加比連同那把劍一同墜入神秘領域。在西耶娜分心之際，亞特趁機從窗戶逃脫，搭上一輛公車。在車上，他對一位正在閱讀《第九圈》一書的女子按了喇叭。
根據導演里安透露，《断魂小丑4》目前正在籌備中，影片開頭15分鐘將揭露亞特的身世背景。

### 書籍
小丑亞特出現在《断魂小丑》的漫畫改編作品中，該漫畫分為三本，重述了電影的故事。

## 创作
里安構思亞特的靈感，源自他腦海中一個畫面：一名女子下班後搭乘市區公車回家，途中突然上來一名小丑，坐在她對面並開始嘲弄她。里安設想，亞特這個角色應同時讓觀眾感到不適與滑稽，並且隨著劇情推進逐漸變得更具威脅性和攻擊性。亞特最早被納入里安的處女作短片《第九圈》中，當時僅是幕後背景角色。正如里安所說：「我把小丑、女巫、惡魔、怪物……所有元素都往片裡堆，希望能有一樣東西受歡迎。」
隨著觀眾對《第九圈》中亞特的反響熱烈，他於後續短片《劊樂小丑》（2011）中擔綱更為重要的角色。在劇中，他追殺一位因目擊他在加油站行凶的服裝設計師。电影制片人杰西·巴盖特（Jesse Baget）在YouTube上看到這些短片後聯繫了里安，提議將其納入一部多段式电影。里安認為這是執導以亞特為主角長片的好機會，最終同意參與製作。該片後來成形為《駭靈夜》（2013），其中包含一個串聯故事：一位保姆在照看孩子時，其中一個孩子在「不给糖就捣蛋」活動後收到了一盘印有亞特的VHS錄像帶，此後保姆成為了亞特的目標。这部电影进一步暗示亚特擁有超自然力量，不过他的背景仍然不明確。在這一系列作品中，亞特均由里安的好友、演員迈克·贾内利饰演，直至他後來退出演艺圈。

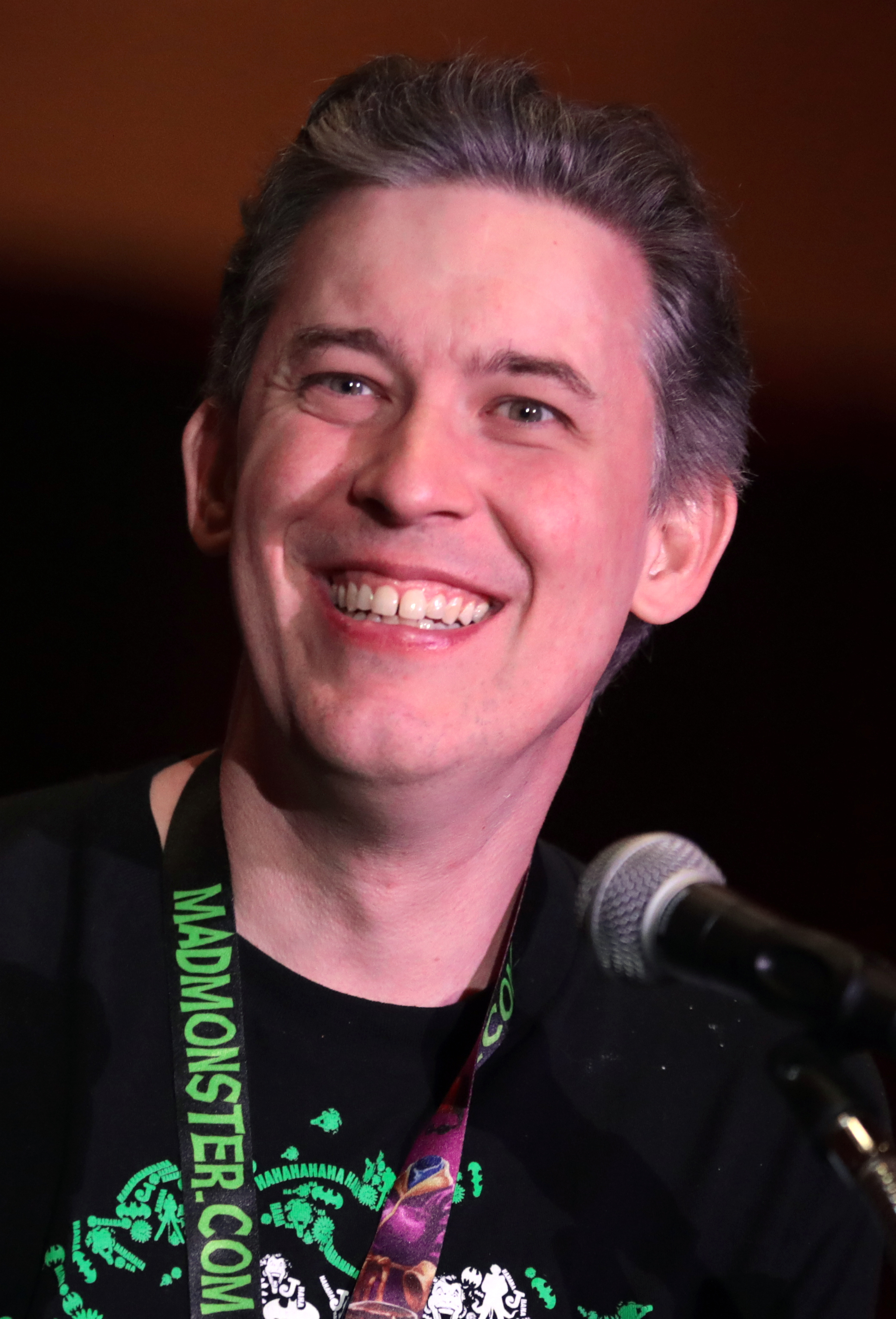
在賈內利退休后饰演亚特的大卫·霍华德·桑顿

在《駭靈夜》上映后，里安希望打造一部以亞特為唯一主角的長片，因他認為2010年代缺乏具有代表性的恐怖反派角色，尤其是原創的小丑形象。他有意讓亞特在性格與外觀上與「跳舞小丑潘尼懷斯」形成鮮明對比：亞特禿頭、不發一語、使用冷兵器，妝容與服裝皆無色彩。但與皮臉、麥克·邁爾斯和面具等沉默殺手不同，亞特極具表現力與情感張力。在賈內利退休後，大卫·霍华德·桑顿接替演出了亞特一角。里安如此形容兩位演員的差異：「邁克就像是一個穿著小丑裝的人，而大衛本身就是小丑。如果你私下見過他，就會覺得他活脫脫是一個卡通角色。他就像現實版的兔子羅傑，你絕對想不到他就是亞特小丑，但他卻能在瞬間切換，將角色帶入最黑暗的境地。」桑頓則是在數位選角平台「Actors Access」上看到一則招募訊息，尋找「高大、瘦削、具小丑表演及喜劇經驗的演員」。由於他曾透過《駭靈夜》瞭解小丑亞特，於是請經紀人替他報名；在試鏡時即興表演了一場殺人場景後，成功獲得該角色。

## 评价
《星爆》雜誌的索尔·哈里斯（Sol Harris）在正面評價中寫道：“亞特是真正神秘難測且令人難忘的反派。他常常帶領觀眾進入極度不適的視覺體驗，這使他與佛莱迪·克鲁格和恰奇等恐怖經典角色顯得截然不同。特別要讚揚大卫·霍华德·桑顿的出色詮釋，其表現足以與和等人匹敵。”《Film School Rejects》一方面肯定了桑頓的肢體語言和演技，另一方面批評小丑亚特，認為該角色是個「對女性有深切憎恨」的厭女者。

## 流行文化
2018年，服飾品牌Terror Threads推出印有亞特形象的聖誕毛衣。美國饒舌歌手Ghostemane表示，亞特是其2020年錄音室專輯《ANTI-ICON》的靈感來源之一。大卫·霍华德·桑顿在2023年的喜剧影集《無名之輩》的《Show Me the Way》單集中再度飾演亞特。在《決勝時刻：現代戰爭III 2023》、《決勝時刻：現代戰域2.0》及《決勝時刻：現代戰域 Mobile》中，亞特出現在「鬧鬼」（The Haunting）活動中。重金屬樂團Ice Nine Kills以亞特為靈感創作的歌曲〈A Work of Art〉收錄於《断魂小丑3》中。
2024年12月，大卫·霍华德·桑顿在《A Very Special Terrifier Christmas》中飾演小丑亞特，該片於2024年12月24日上映。亞特還將作為可操作角色出現在2025年的電子遊戲《Terrifier: The ARTcade Game》中。